# Бланчард, Джонни
Джон Эдвин Бланчард (англ. John Edwin Blanchard; 26 февраля 1933, Миннеаполис, Миннесота — 25 марта 2009, Роббинсдейл, там же) — американский бейсболист. Выступал на позициях кэтчера и аутфилдера. Большую часть карьеры в Главной лиге бейсбола провёл в составе клуба «Нью-Йорк Янкис». Победитель Мировых серий 1961 и 1962 годов.

## Биография

### Ранние годы
Джон Бланчард родился 26 февраля 1933 года в Миннеаполисе. В бейсбол он начал играть в возрасте шести лет. Во время учёбы в школе Деласалль он также занимался баскетболом, в составе футбольной команды побеждал в чемпионате Миннесоты среди католических школ. Бытовые условия в церковной школе Бланчарду не нравились и позднее он перевёлся в Центральную старшую школу Миннеаполиса. Он продолжал заниматься тремя видами спорта и в каждом из них становился победителем городского чемпионата. Историк школьного спорта Дана Маршал называл Бланчарда одним из лучших спортсменов, когда-либо игравших в Миннеаполисе.
Ещё во время учёбы в школе Бланчард начал играть в бейсбол на полупрофессиональном уровне, выступая за одну из команд Лиги Айовы. В клубе он числился работником стадиона, чтобы иметь возможность получать заработную плату, сохраняя статус любителя. Благодаря успехам на поле, он получил предложение спортивной стипендии от Миннесотского университета, но в выпускной год подписал контракт с клубом «Нью-Йорк Янкис». По оценкам журналиста газеты Minneapolis Star Джима Бирна, полученный Бланчардом бонус стал рекордным для игрока из Миннеаполиса или Сент-Пола.

### Начало карьеры
В профессиональном бейсболе Бланчард дебютировал в 1951 году в составе клуба «Канзас-Сити Блюз», сильнейшего в фарм-системе «Янкис». В первых восьми играх карьеры он отбивал с показателем 37,5 %, но затем был переведён в команду «Бингемтон Триплетс». Причиной стал переизбыток аутфилдеров в составе «Блюз», образовавшийся после перевода туда испытывавшего трудности Микки Мэнтла. В составе «Бингемтона» Бланчард сыграл 30 матчей, отбивая с эффективностью 18,3 %. Серия неудачных матчей и стресс привели к развитию у него язвы желудка. По ходу этого же сезона он сыграл девять матчей в Канадско-Американской лиге в составе клуба «Амстердам Рагмейкерс».
В последующее межсезонье входивший в тренерский штаб «Янкис» Билл Дики предложил ему попробовать себя в роли кэтчера. Бланчард согласился, посчитав, что на этой позиции у него будут лучшие перспективы, даже при том, что место основного кэтчера клуба прочно занимал Йоги Берра. В сезоне 1952 года он провёл 123 игры в составе команды «Джоплин Майнерс» и стал худшим кэтчером профессионального бейсбола по количеству пропущенных мячей. На бите Бланчард действовал заметно эффективнее, возглавив Западную ассоциацию по числу выбитых хоум-ранов и набранных RBI. Его показатель отбивания составил 30,1 %. После окончания сезона он был призван на военную службу.
Базовую подготовку он проходил на базе Форт-Робертс в Калифорнии, затем Бланчард был отправлен в Западную Германию. Он служил в 47-м пехотном полку в Ной-Ульме. Там он играл в бейсбольной команде полка и выиграл в её составе чемпионат среди частей армии США, расквартированных на территории Европы.
В США Бланчард вернулся в начале 1955 года. После окончания весенних сборов он был направлен в команду «Денвер Беарз», но почти сразу же его снова перевели в «Бингемтон». В составе «Триплетс» Бланчард сыграл в 125 матчах и стал лидером лиги с 34 выбитыми хоум-ранами. После окончания чемпионата его вызвали в основной состав «Янкис», которые вели борьбу за победу в Американской лиге. В сентябре 1955 года он дебютировал в Главной лиге бейсбола.
Следующие три года Бланчард провёл в младших лигах, несколько раз получив инъекции кортизона и новокаина из-за проблем с вращательной манжетой плеча. Лучшим на этом этапе для него стал сезон 1957 года, по ходу которого он отбивал с эффективностью 31,0 % с 18 хоум-ранами и 86 RBI. В составе «Денвер Беарз» он стал победителем чемпионата Американской ассоциации и младшей Мировой серии. В 1958 году «Янкис» отклонили ряд предложений о продаже Бланчарда, но в основной состав его не вернули. Сезон он снова провёл в «Денвере», сыграв 141 матч.

### Нью-Йорк Янкис
Перед стартом сезона 1959 года «Янкис» были вынуждены оставить Бланчарда в основном составе, чтобы не отчислять игрока. Он был только третьим кэтчером команды и убедил главного тренера Кейси Стенгела дать ему игровое время на месте аутфилдера. В 49 сыгранных матчах он отбивал с показателем 16,9 %. В 1960 году Бланчард также играл мало, получив возможность выйти на поле только когда Берра и второй кэтчер Элстон Хоуард получили травмы, а Стенгел попал в больницу. Временный главный тренер Ральф Хаук доверял ему больше.
В конце 1960 года Хаук был назначен главным тренером и Бланчард стал одним из основных игроков Янкис. В регулярном чемпионате он провёл 93 матча, выходя на поле на позициях кэтчера и аутфилдера, а также в роли пинч-хиттера. В регулярном чемпионате он выбивал с эффективностью 31,0 % и выбил 21 хоум-ран, внеся свой вклад в рекорд по числу хоум-ранов, выбитых шестью игроками одной команды за один сезон. В Мировой серии «Янкис» обыграли «Цинциннати Редс» 4:1, Бланчард в этих матчах отличился двумя хоум-ранами.
В 1962 году он надеялся провести за команду 100 матчей, но добиться этого не смог. В игре Бланчарда начался спад, его показатель отбивания по итогам регулярного чемпионата составил всего 23,2 %. «Янкис» второй раз подряд стали победителями Мировой серии, обыграв «Сан-Франциско Джайентс», но он появился на бите всего один раз, получив страйкаут. В 1963 году Бланчард сыграл 76 матчей с эффективностью отбивания 22,5 %. В проигранной Мировой серии против «Лос-Анджелес Доджерс» он сыграл один матч. В сезоне 1964 года, когда главным тренером клуба стал Берра, он выходил на поле кэтчером и аутфилдером, улучшив свою эффективность до 25,5 %. «Янкис» снова проиграли Мировую серию, в которой Бланчард выбил один хит, после чего владельцы клуба продали его компании CBS.

### Окончание карьеры
После смены владельца из «Янкис» начали уходить игроки, побеждавшие в Мировых сериях. Бланчард покинул команду в мае 1965 года: вместе с питчером Ролли Шелдоном он был обменян в «Канзас-Сити Атлетикс». Переход стал для него полной неожиданностью. Бланчард высказывал недовольство порядками в команде, установленными её эксцентричным владельцем Чарли Финли. Уже в сентябре его снова обменяли, сезон он завершил в составе «Милуоки Брэйвз», за которых провёл десять матчей.
Бланчард не хотел играть за любую другую команду, кроме «Янкис». Сезон 1966 года он пропустил целиком, но желание вернуться на поле оказалось сильнее. В 1967 году он провёл весенние сборы с «Брэйвз». В интервью Sporting News Бланчард объяснил непопадание в состав личными и деловыми причинами. Ещё через год он подписал контракт с фарм-клубом Брэйвз из Ричмонда, но в последний день сборов его уведомили об увольнении. После этого Бланчард окончательно завершил карьеру игрока.

### После бейсбола
После завершения карьеры Бланчард поселился в Голден-Валли, где ещё будучи игроком открыл свой винный магазин. Позднее он продал его и занимался продажей автомобилей, строительной техники и управлял типографией. Некоторое время он был менеджером детской команды по таунболу «Хэмел Хокс». Бланчард был женат, вырастил трёх сыновей.
Джонни Бланчард скончался 25 марта 2009 года в возрасте 76 лет. Причиной смерти стал сердечный приступ.